# Amagne-Lucquy
Amagne-Lucquy est un hameau de la commune de Lucquy qui s'est développé autour de la gare d'Amagne - Lucquy au temps où elle était un carrefour ferroviaire.

## Géographie
Si le centre, autour de la gare, dépend de la commune de Lucquy, une partie du bâti de ce hameau se trouve sur la commune de Coucy & une autre partie sur la commune d'Amagne.